# Ectobius nicaeensis
Ectobius nicaeensis är en kackerlacksart som först beskrevs av Brisout de Barneville 1852.  Ectobius nicaeensis ingår i släktet Ectobius och familjen småkackerlackor. Inga underarter finns listade i Catalogue of Life.